# Torun, Boureni
Torun (în ucraineană Торунь) este localitatea de reședință a comunei Torun din raionul Boureni, regiunea Transcarpatia, Ucraina.

## Demografie
Componența lingvistică a localității Torun
     Ucraineană (99,7%)
     Alte limbi (0,3%)
Conform recensământului din 2001, majoritatea populației localității Torun era vorbitoare de ucraineană (99,7%), existând în minoritate și vorbitori de alte limbi.